# الوحیده
الوحیدة (به عربی: الوحیدة) یک منطقهٔ مسکونی در امارات متحده عربی است که در دبی، امارات واقع شده‌است.